# Stictopisthus cuspidatus
Stictopisthus cuspidatus är en stekelart som beskrevs av Schwenke 1999. Stictopisthus cuspidatus ingår i släktet Stictopisthus och familjen brokparasitsteklar. Inga underarter finns listade i Catalogue of Life.